# Sopwith Cuckoo
Sopwith Cuckoo var ett engelskt torpedflygplan från första världskriget. Flygplanet fick en kort tid i kriget då freden kom strax efter att leveranserna inleddes från Sopwith Aviation.
Cuckoo var ett ensitsigt dubbeldäckat flygplan tillverkat av trä med ett fast monterat hjullandställ med en lång sporrfjäder under fenan som avlastning för bakkroppen. Det nedre vingparet var infäst i flygplanskroppens nederdel, från vingen löpte sex kraftiga stöttor som bar upp den övre vingen. Den öppna förarkabinen var placerad under den övre vingens bakkant. Som kraftkälla valdes först en 200 hk Hispano-Suiza-motor, men när fabriken visade sig ha leveransproblem av motorer konstruerades flygplanet om för att passa en Sunbeam Arab V8-motor. När man uppdagade att Sunbeam motorerna inte var tillförlitliga modifierades motorfästena för en Wolseley Viper-motor, men då var kriget slut kom bara ett mindre antal att färdigställas. 
Flygplanet konstruerades på önskemål av Royal Naval Air Service (RNAS) som sökte ett landflygplan som kunde bära en 18 tums torped och starta från ett hangarfartyg. De första flygplanen levererades i september 1918. Amiral Sir David Beatty utarbetade planer att med hangarfartyget HMS Argus och ett antal Sopwith Cuckoo anfalla den tyska Högsjöflottan (Hochseeflotte) som låg i hamn. Anfallet kom inte till stånd, men under andra världskriget genomfördes en liknande aktion mot den italienska flottan i Taranto. Totalt beställde RNAS 350 flygplan, men tillverkningen gick långsamt och när freden kom avbeställdes de flygplan som inte var klara, merparten av de 232 flygplanen som tillverkades kom från Blackburn Aircraft. Efter kriget såldes sex Cuckoo Mk.II till Japanska flygvapnet de kvarvarande flygplanen överfördes till RAF där den var i tjänst fram till 1 april 1923 då den ersattes av Blackburn Dart. 

## Varianter
- Cuckoo I - utrustad med en 200 hk Sunbeam Arab motor.
- Cuckoo II - utrustad med en 200 hk Wolseley Viper motor.
- Sopwith B.1 - två prototypflygplan utrustade med en 200 hk Hispano-Suiza motor.